# Le Chasseur de baleine
Pour plus de détails, voir Fiche technique et Distribution.
Le Chasseur de baleine est un film russe réalisé par Philippe Youriev (ru), sorti en 2021.

## Synopsis
Lyochka est un adolescent vivant dans la région de Tchoukotka à l'extrémité nord-est de Russie. Il tombe amoureux d'une Américaine rencontrée sur un site de webcam et décide de traverser le détroit de Béring pour la rencontrer.

## Fiche technique
Sauf indication contraire, les informations mentionnées dans cette section peuvent être confirmées par la base de données cinématographiques IMDb,  présente dans la section « Liens externes ».
- Titre original : Китобой, Kitoboï
- Titre français : Le Chasseur de baleine[1],[2] ou The Whaler Boy[3]
- Réalisation et scénario : Philippe Youriev (ru)
- Costumes : Boris Koukolkine
- Photographie : Mikhail Khoursevitch et Yakov Mironitchev
- Montage : Alexandr Krylov et Karolina Maciejewska
- Musique : Krzysztof A. Janczak
- Pays d'origine : Russie
- Format : Couleurs - 35 mm
- Genre : drame
- Durée : 93 minutes
- Date de sortie :
  - Italie : 5 septembre 2020 (Mostra de Venise 2020)

## Distribution
- Vladimir Onokhov : Lyochka
- Kristina Asmous : l'américaine
- Vladimir Lyubimtsev : Kolian
- Nikolay Tatato : le grand-père
- Arieh Worthalter : le garde frontière
- Maria Chuprinskaia : la blonde

## Distinctions

### Récompenses
- Kinotavr 2020 : prix de la mise en scène, prix du meilleur acteur pour Vladimir Onokhov et mention de la critique[4]
- Festival de cinéma européen des Arcs 2020 : Grand prix du jury[5]
- 33e cérémonie des Nika : révélation de l'année pour Philippe Youriev (ru)
- Festival du film de Cabourg 2021 : Grand Prix du jury[6]
- Festival international du film de Transylvanie 2021 : Trophée Transilvania[7],[8]

### Nominations
- 33e cérémonie des Nika : meilleur film, meilleur montage et meilleur son

### Sélection
- Mostra de Venise 2020 : en compétition Giornate degli Autori